# 名倉太郎馬

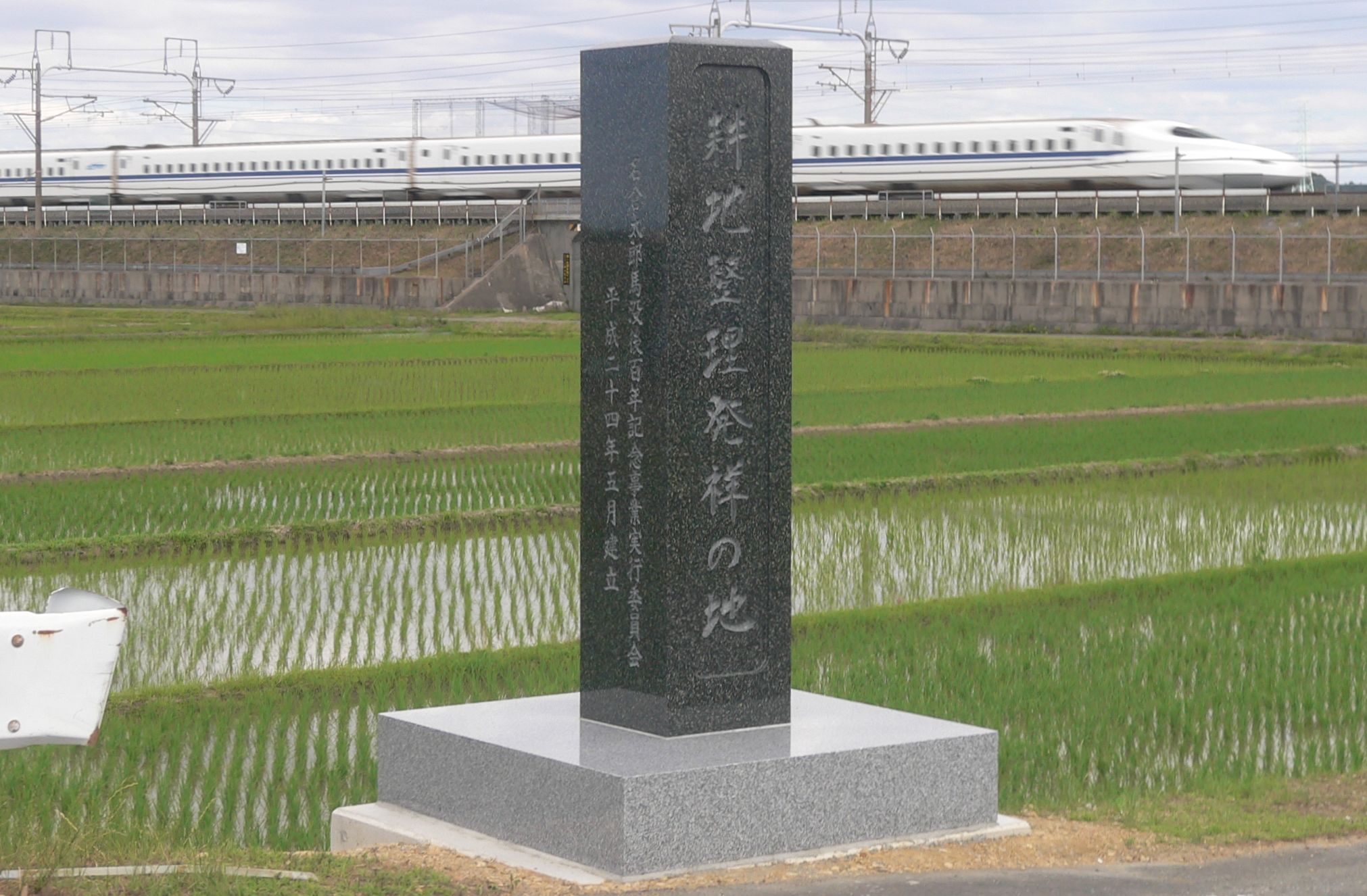
「耕地整理発祥の地」記念碑
静岡県袋井市彦島

名倉 太郎馬（なぐら たろうま、1840年6月4日（天保11年5月5日） - 1911年（明治44年）1月8日）は、明治期の農事指導者。日本で最初に近代的な耕地整理を実施した人物である。名倉太郎馬らが実施した耕地整理は「静岡式」と呼ばれ、全国の手本とされた。そして、1899年（明治32年）に法制化される耕地整理法へと発展していく。

## 生涯
1840年6月4日（天保11年5月5日）、遠江国山名郡松袋井村（現：静岡県袋井市）の兼子六兵衛の長男として生まれる。1862年（文久2年）、22歳の時、同郡彦島村（現：袋井市・磐田市）の名倉太右衛門の養子となる。1911年（明治44年）1月8日に没する。

## 業績
彦島村は、太田川水系の蟹田川によって頻繁に水害を受ける貧しい村であった。太郎馬は、何とか村を立て直したいと考え、1871年（明治4年）、静岡藩庁（後の浜松県、その後静岡県）に村の救済を願い出た。報徳社員（仕法人）の荒木由蔵が派遣され来村、その後を引継いだ神谷庄七郎の勧めで彦島報徳社を設立した。収穫量を増やすには「すじ植え（筋縄定規植え）」という方法がよいという指導を庄七郎から受けた。そのためには田の形状を整えることが必要であった。1872年（明治5年）、試験的に、数名の者と共同で五反余歩の水田で、曲がりくねった畦道を取り払い、まっすぐな畦道にして、すじ植えをしてみた。農作業が能率化され、収穫量が増えることが実証された。これを見た村人は心を動かされ、村全体の耕地整理に賛同した。また、1874年（明治7年）には、洪水の原因であった蟹田川の流路付け替えが認められた。1875年（明治8年）、水田所有者の権利利害を調整し、官費を借り入れて、蟹田川の流路変更のための開削工事及び彦島村全体33haの道路・畦畔の直線化、用排水路の整備等の畦畔改良工事を内容とする集団的区画整理事業に着手、これを完成させた。1900年（明治33年）に耕地整理法が施行されると、同年3月に磐田郡田原村（現：袋井市・磐田市）において、村全域285haの耕地整理に着手、1903年（明治36年）にこれを完成させた。名倉太郎馬らが実施した耕地整理は、近隣は云うに及ばず、日本全国でお手本とされた。

### 稲作技術の改良
名倉太郎馬は、稲作に熱心に取り組む篤農家であった。全国各地で先進的に取り組まれていた稲作技術をいち早く取り入れて、自分の田んぼで実践し、その効果を実際に見せながら農家の人たちに伝えていった。
スジ植えを広める
スジ植え（正条植え）とは、1間（約1.8m）ごとにシュロひもで作ったスジなわを使ってまっすぐスジをつけ、そのスジにそって苗を植えた後、その間に6本ずつ植えていく方法である。この方法で植えることで、株の間に平均して25cmほどの隙間ができるため、日当たりや風通しが良くなり、苗の生育が良くなるとともに、全体の生育もそろって、病虫害の被害も少なくなる。この方法を広めるため、彦島村周辺だけでなく、遠く菊川方面まで指導に行った。
牛を耕うんや堆肥づくりに生かす
田んぼの土を深く掘り起こし、切り返すと土の中に酸素が入るとともに、雑草の生育を抑えることにもなる。そのために太郎馬は、当時、西日本の一部で行われていた牛を使って犂（すき）で深く耕す方法を取り入れた。また、農家の人たちに牛を飼うことをすすめ、耕うんに使うだけでなく、牛小屋の敷きわらを堆肥づくりにも活用し、イネの生育を助ける肥料作りにも力を入れた。

### 畦畔（けいはん）・用排水路や道路の整備
太郎馬は、牛を使った犂による耕うんやスジ植えなど、稲作技術の改良を実行に移すために、田んぼや周辺の道路、用排水路・河川の整備に積極的に取り組んだ。のちに「静岡方式（静岡式）」とよばれたこの耕地整理の区割りは全国に広がった。
牛馬耕やスジ植えしやすい短冊形田んぼに改良
江戸時代の終わり（慶応年間）、太郎馬は、当時、西日本で広く行われていた牛馬耕（牛馬に犂を引かせて田んぼを耕うんする方法）をいち早く取り入れた。牛を使った作業の能率を上げるには、牛の方向転換を少なくして直線距離を長くするとよいことから、一枚ずつの田んぼを細長い短冊のような形にし、田んぼの形を改良した。これにより、イネの苗をまっすぐに植える「スジ植え」もしやすくなった。
また、その両端には用排水路・農道を整備し、用水路から入った水を下流の田んぼで反復利用する形にした。その結果、田んぼの乾田化がすすみ、スキ床ができ、農作業がしやすくなった。
新しい種モミ選別や苗づくりの方法を試す
塩水の比重によって、よい種モミを選ぶ方法（塩水選）を取り入れるとともに、苗の発芽がよくなるように、水を張った田んぼの短冊形の苗床で苗を育てる方法（短冊苗代）を実践した（その苗代では、アセビの葉を切って苗床にすき込み、苗の病虫害を防いだ）。
また、田んぼの脇に、成長の早い落葉広葉樹のヤシャブシを植え、その落ち葉を集めて堆肥にするとともに、はざ掛けにも役立てた。
水害の原因、蟹田川の流路を付替える
彦島村には、田んぼを横切って、太田川に合流する蟹田川が流れていた。この川には、1か所流れが大きくカーブする場所があり、大雨が降るとその場所に水がとどまって、何度も水害に見舞われた。そこで、流れが大きく曲がる部分の流れを付替えて、まっすぐに直し、幅を5間（約9m）に広げ、深さも6尺（約1.8m）掘り下げ、合流先も原野谷川に変更した。同時に畦畔改良（のちの耕地整理）も行った。その後の彦島村は、安定して稲作が行えるようになった。

### 村づくり・家庭生活の改善など
幕末から明治初期にかけては、国の統治機構の混乱や凶作などにより、社会不安が広がり、各地で農民一揆が起きた時代であった。彦島村ではさらに水害も重なって、貧しさのどん底にあった。これを何とかしたいと、名倉太郎馬は家庭生活と村の改革に取り組んだ。
報徳の理念で村を復興
江戸時代後期の農政家「二宮尊徳」が説いた「報徳訓」は、氏神を尊び、親に孝行を尽くし、主従の礼を守り、家族全員が一所懸命働くことが、円満な家庭を作り、村の復興や社会の繁栄を築く基であると説いている。太郎馬は、洪水などによって荒廃し、困窮する彦島村の現状を改善するために、この理念に基づいた報徳社を結成した。「至誠（しせい）・勤労・分度（ふんど）・推譲（すいじょう）」の推進など、家庭生活や風習の改善を進めるとともに、稲作技術の改良や耕地整理の推進、稲ワラ加工など農閑期における副業を導入するなど、村を復興する運動の先頭に立った。